# Vestfirðir
Vestfirðir of Westfjorden is een van de acht regio's van IJsland en ligt in het noordwesten van het land. Het heeft 7470 inwoners (in 2006) en een oppervlakte van 9409 km². Het landschap bestaat uit diepe fjorden, waar in de winter op sommige plaatsen geen zonlicht komt. Geologisch gezien zijn hier de oudste delen van IJsland te vinden, de enige plaatsen in IJsland waar fossielen zijn gevonden. De ondergrond is basalt uit het tertiair.
Centraal in het landschap ligt de fjord Ísafjarðardjúp die zich een weg van ongeveer 75 kilometer landinwaarts baant.

## Bestuurlijke indeling
De regio is onderverdeeld in 10 gemeentes.
| Code-Nr. | Gemeente                | Aantal inwoners (2006) | Oppervlakte [km²] | Bevolkingsdichtheid [Inw./km²] | Grootste plaatsen                                     |
| -------- | ----------------------- | ---------------------- | ----------------- | ------------------------------ | ----------------------------------------------------- |
| 4100     | Bolungarvíkurkaupstaður | 905                    | 109               | 8,3                            | Bolungarvík                                           |
| 4200     | Ísafjarðarbær           | 4.098                  | 2.379             | 1,7                            | Ísafjörður, Flateyri, Suðureyri, Þingeyri, Hnífsdalur |
| 4502     | Reykhólahreppur         | 251                    | 1.090             | 0,2                            | Reykhólar                                             |
| 4604     | Tálknafjarðarhreppur    | 292                    | 176               | 1,7                            | Tálknafjörður                                         |
| 4607     | Vesturbyggð             | 937                    | 1.339             | 0,7                            | Bíldudalur, Patreksfjörður                            |
| 4803     | Súðavíkurhreppur        | 239                    | 749               | 0,3                            | Súðavík                                               |
| 4901     | Árneshreppur            | 50                     | 707               | 0,1                            |                                                       |
| 4902     | Kaldrananeshreppur      | 101                    | 387               | 0,3                            | Drangsnes                                             |
| 4908     | Bæjarhreppur            | 100                    | 513               | 0,2                            |                                                       |
| 4911     | Strandabyggð            | 507                    | 1.906             | 0,3                            | Hólmavík                                              |